# Rüdiger Rehm
Rüdiger Rehm (* 22. November 1978 in Heilbronn) ist ein ehemaliger deutscher Fußballspieler und jetziger -trainer.

## Karriere
Rehm spielte in der Jugend beim VfR Heilbronn, mit dem er den DFB-Jugend-Kicker-Pokal 1995/96 gewann. Eine Saison später wurde er viermal in der Herrenmannschaft (Verbandsliga) eingesetzt. Seine Profikarriere begann er 1997 beim SV Waldhof Mannheim und blieb dort bis 2001. Mit den Waldhöfern stieg er in die Zweite Bundesliga auf und verpasste den Aufstieg in die Erste Bundesliga nur knapp.
Danach spielte er je ein Jahr für die Zweitligisten 1. FC Saarbrücken und SSV Reutlingen 05, mit denen er jeweils in die Regionalliga abstieg, und je zwei Jahre beim FC Erzgebirge Aue und Kickers Offenbach. In der Hinrunde 2007/08 war er in der Regionalliga Süd bei der FSV Oggersheim unter Vertrag. Ab dem 1. Februar 2008 spielte er für den TSV Crailsheim in der Oberliga Baden-Württemberg.
Rehm war seit der Saison 2008/09 Co-Trainer beim Regionalligisten SG Sonnenhof Großaspach. Dort war er auch noch als Spieler tätig. Im Herbst 2008 sprang er in drei Spielen für den Cheftrainer Thomas Letsch, der bei einer Rangelei nach einem Spiel schlichtend eingegriffen und sich dabei einen Milzriss zugezogen hatte, als (Spieler-)Trainer ein. Zur Saison 2011/12 gestand der Verein Rehm im Trainerstab mehr Verantwortung zu, und er wurde erster Co-Trainer und Stand-by-Spieler. Am 28. Juni 2012 übernahm er den Cheftrainerposten bei der SG Sonnenhof Großaspach.
Rehm bestritt im Laufe seiner Karriere 188 Zweitligaspiele. Er wurde in der 2. Liga neunmal vom Platz gestellt und hält damit zusammen mit Willi Landgraf den Rekord an Platzverweisen.
Im Oktober 2014 ließ Rehm seine Tätigkeit während seines laufenden Trainerlehrgangs ruhen. Geplant war, dass er zur Saison 2015/16 als Trainer zurückkehrt; solange sollte Uwe Rapolder den Trainerposten in Großaspach übernehmen. Ende Februar stellte Rapolder seinen Posten aber vorzeitig zur Verfügung und Rehm wurde bereits am 25. Februar wieder Cheftrainer, nun mit bestandener Fußball-Lehrer-Lizenz.
Am 15. Juni 2016 verpflichtete Arminia Bielefeld Rehm als Cheftrainer für die Saison 2016/17. Er unterschrieb einen bis Sommer 2018 laufenden Vertrag. Am 22. Oktober 2016 wurden Rehm und sein Co-Trainer Mike Krannich nach zehn Spielen ohne Sieg entlassen.
Am 13. Februar 2017 unterschrieb Rehm beim Drittligisten SV Wehen Wiesbaden einen bis 2019 laufenden Vertrag als Cheftrainer. Er führte den Verein von einem Abstiegsrang noch auf den 7. Platz der Abschlusstabelle und gewann den Hessenpokal, wodurch die Qualifikation für den DFB-Pokal gelang. In der Saison 2017/18 spielte er mit dem SVWW lange um den Aufstieg mit und beendete die Saison schließlich auf Platz 4. Im November 2018 wurde sein Vertrag vorzeitig bis 2021 verlängert. In der Saison 2018/19 erreichte Rehm mit seiner Mannschaft den 3. Platz. In der Relegation setzte man sich gegen den FC Ingolstadt durch und stieg in die 2. Bundesliga auf. Zudem gewann der SVWW erneut den Hessenpokal.
Nachdem zur Saison 2019/20 die Möglichkeit eingeführt wurde, auch Trainer und andere Mannschaftsverantwortliche mit Gelben Karten zu verwarnen, war Rehm der erste Trainer im deutschen Profifußball, der eine Gelbsperre erhielt. Die Mannschaft stieg am Saisonende auf dem 17. Platz wieder in die 3. Liga ab. Die Saison 2020/21 schloss man auf dem 6. Platz ab. Zudem gewann der SVWW den Hessenpokal. Ende Oktober 2021 trennte sich der Verein von Rehm, als die Mannschaft nach dem 13. Spieltag der Saison 2021/22 mit 18 Punkten auf dem 9. Platz stand.
Anfang Dezember 2021 wurde Rehm Cheftrainer des Zweitligisten FC Ingolstadt 04, der sich nach dem 16. Spieltag der Saison 2021/22 mit 7 Punkten auf dem letzten Platz befand und – bei deutlich schlechterer Tordifferenz – 7 Punkte Rückstand auf den Relegationsplatz sowie 10 Punkte Rückstand auf den ersten Nicht-Abstiegsplatz hatte. Er wurde nach Roberto Pätzold und André Schubert bereits der dritte Ingolstädter Cheftrainer in dieser Spielzeit. Er beendete die Saison mit 21 Punkten auf dem letzten Platz. Der Abstand auf den Relegationsplatz betrug am Ende 11 Punkte, auf den ersten Nicht-Abstiegsplatz 19 Punkte. Ende Januar 2023 trennte sich der Verein von Rehm, als dieser nach dem 20. Spieltag der Saison 2022/23 mit 31 Punkten auf dem 7. Platz stand. Der Rückstand auf den Aufstiegsrelegationsplatz betrug zu diesem Zeitpunkt 5 Punkte, auf einen direkten Aufstiegsplatz 9 Punkte.
Zur Saison 2023/24 wurde Rehm Cheftrainer des Drittligisten SV Waldhof Mannheim. Nach dem 23. Spieltag der Saison 2023/24 gab der Aufsichtsrat des zu diesem Zeitpunkt auf dem 17. Platz stehenden Klubs am 31. Januar 2024 die sofortige Trennung von Rüdiger Rehm bekannt.
Zur Saison 2025/26 übernahm er Vitesse Arnheim aus der niederländischen Eerste Divisie als Cheftrainer.

## Erfolge
- Sieger DFB-Jugend-Kicker-Pokal 1995/96
- Meister der Oberliga Baden-Württemberg 2009
- WFV-Pokal-Sieger 2009
- Hessenpokal-Sieger 2017, 2019, 2021
- Aufstieg in die 2. Fußball-Bundesliga 2019